# Charles Pry
Charles Pry (né à Bruxelles-Laeken le 30 avril 1915 et mort dans la même ville en 1987) est un peintre et poète belge.

## Biographie
En juin 1938, il crée le Bulletin des Tours d’Ivoire, petite revue littéraire et artistique. Dès septembre 1938, le no 4 du Bulletin annonce une exposition intitulée l’Art Jeune qui a pour ambition de présenter plusieurs artistes belges ou vivant en Belgique « choisis parmi les plus représentatifs et les plus purs de la jeune école moderne ». Il y annonce également, sept ans avant la fondation en 1945 de La Jeune Peinture Belge, la nécessité d’une union ferme de tous les jeunes peintres d’avant-garde”.
Pour l’exposition “Art Jeune” d’octobre 1938, il réunit autour de lui des amis issus également de l’Académie de Bruxelles. On peut y voir des œuvres de Gaston Bertrand, Anne Bonnet, Robert Crèvecœur, Walter Frank. À ce petit groupe viennent se joindre Louis Van Lint, Renée Petit et René Mels. Quatre d’entre eux seront parmi les membres fondateurs de la Jeune Peinture Belge : Bertrand, Bonnet, Van Lint et Pry.
Les œuvres de Charles Pry qualifiées d’audacieuses sont pour la plupart des compositions stylisées participant de feu l’expressionnisme allemand et de modernisme. Elles sont lumineuses et mouvementées, animées, certaines délirantes où l’artiste écrase sur la toile ses excès de vitalité. Dans une lettre adressée au futur dramaturge Jean Sigrid le 21 octobre 1938, Charles Pry définit sa démarche artistique comme une recherche de l’idéal, de l’éternel. Il écrit :
« communicatif, enthousiaste, en tous les cas, je puis paraître et suis même parfois froid dans mes toiles. Ce froid, ce pur, (...) viennent de mon goût du simple, du dénudé. »
Cette recherche de pureté et de fantastique se retrouvera également et surtout dans la réalisation de jeux de cartes dont Charles Pry était un grand collectionneur.